# Tygrys sumatrzański
Tygrys sumatrzański (Panthera tigris sumatrae) – podgatunek tygrysa azjatyckiego, drapieżnego ssaka z rodziny kotowatych (Felidae), najmniejszy ze współcześnie żyjących tygrysów i jedyny pozostały przy życiu z grupy tygrysów Archipelagu Sundajskiego. Tradycyjnie jest klasyfikowany jako podgatunek Panthera tigris sumatrae, opisany przez Pococka (1929), co potwierdzają badania genetyczne. Różnice morfologiczne są jednak na tyle wyraźne, że niektórzy badacze powołujący się na filogenetyczną koncepcję gatunku PSC (Cracraft i inni, 1998 oraz Mazák i Groves, 2006) sugerują uznanie tygrysa sumatrzańskiego za odrębny gatunek Panthera sumatrae.

## Zasięg występowania
Małe, odizolowane populacje na Sumatrze. Większość w parkach narodowych i rezerwatach.

## Charakterystyka
Sierść tygrysa sumatrzańskiego jest najciemniejsza pośród wszystkich tygrysów. Nos szeroki i krótki (krótszy niż u P. t. corbetti i P. t. sondaica), płaszczyzna potyliczna szeroka, z licznymi i szerokimi pręgami, szerszymi niż u P. t. sondaica. Dojrzały samiec osiąga przeciętnie długość 240 cm (wraz z ogonem) przy średniej masie ciała ok. 120 kg. Samice osiągają odpowiednio - 220 cm i 90 kg. Swój niewielki rozmiar zawdzięcza gęstym lasom Sumatry i małym rozmiarom dostępnego pokarmu. Tygrys sumatrzański jest bardzo dobrym i szybkim pływakiem. Swoją przewagę wykorzystuje w polowaniu na dużą zwierzynę, którą chętnie zagania do wody. Podobnie jak pozostałe tygrysy nie toleruje innych samców na swoim terytorium, co najwyżej pozwala przejść przez zajmowany przez siebie teren. 

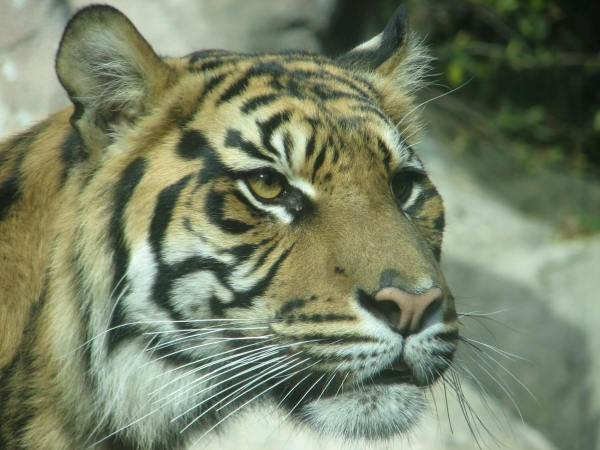

Liczebność populacji pod koniec lat 90. XX wieku oszacowano na 400–500 osobników, natomiast szacunki z 2007 wskazują na 441–679 osobników, przy czym jedynie populacje z Gunung Leuser i Bukit Tigapulu przekraczają 50 osobników zdolnych do rozrodu. Jest to zdecydowanie poniżej bezpiecznego poziomu gwarantującego stabilność populacji. W ogrodach zoologicznych żyje ok. 200 tygrysów sumatrzańskich, z czego 65 w Indonezji. Największym problemem w ochronie ginących tygrysów jest wysoka cena jaką gotowi są płacić kłusownikom zwolennicy tygrysich afrodyzjaków.

## Filatelistyka
Poczta Polska wyemitowała 21 sierpnia 1972 r. znaczek pocztowy przedstawiający głowę tygrysa sumatrzańskiego o nominale 4,50 zł, w serii Zwierzęta ZOO. Druk w technice offsetowej na papierze kredowym. Autorem projektu znaczka był Janusz Grabiański. Znaczek pozostawał w obiegu do 31 grudnia 1994 r..